# Torneo de Reserva 1998-99
El Torneo de Reserva 1998-99 fue la quincuagésimo octava edición del certamen organizado por la Asociación del Fútbol Argentino.
Participaron un total de 17 equipos, todos participantes de la Primera División 1998-99.
El certamen consagró campeón por undécima vez en su historia a San Lorenzo de Almagro.

## Equipos
De los 20 equipos, participaron 17 en esta edición ya que Belgrano de Córdoba, Talleres de Córdoba y Gimnasia y Esgrima de Jujuy desistieron:
| Equipo                      | Ciudad       | Estadio                                    |
| --------------------------- | ------------ | ------------------------------------------ |
| Argentinos Juniors          | Buenos Aires | Arquitecto Ricardo Etcheverri Nueva España |
| Boca Juniors                | Buenos Aires | Alberto J. Armando                         |
| Colón                       | Santa Fe     | Brigadier General Estanislao López         |
| Estudiantes de La Plata     | La Plata     | Jorge Luis Hirschi                         |
| Ferro Carril Oeste          | Buenos Aires | Arquitecto Ricardo Etcheverri              |
| Gimnasia y Esgrima La Plata | La Plata     | Juan Carmelo Zerillo                       |
| Huracán                     | Buenos Aires | Tomás Adolfo Ducó                          |
| Independiente               | Avellaneda   | La Doble Visera                            |
| Lanús                       | Lanús        | Ciudad de Lanús                            |
| Newell's Old Boys           | Rosario      | Coloso del Parque                          |
| Platense                    | Florida      | Ciudad de Vicente López                    |
| Racing                      | Avellaneda   | Presidente Perón                           |
| River Plate                 | Buenos Aires | Antonio Vespucio Liberti                   |
| Rosario Central             | Rosario      | Gigante de Arroyito                        |
| San Lorenzo de Almagro      | Buenos Aires | Pedro Bidegain                             |
| Unión                       | Santa Fe     | 15 de Abril                                |
| Vélez Sarsfield             | Buenos Aires | José Amalfitani                            |

### Distribución geográfica de los equipos
| Región                 | Cant. | Equipos |
| ---------------------- | ----- | --- |
| Ciudad de Buenos Aires | 7     | Argentinos Juniors, Boca Juniors, Ferro Carril Oeste, Huracán, River Plate, San Lorenzo de Almagro y Vélez Sarsfield |
| Conurbano bonaerense   | 4     | Independiente, Lanús, Platense y Racing                                                                              |
| Provincia de Santa Fe  | 4     | Colón, Newell's Old Boys, Rosario Central y Unión                                                                    |
| Ciudad de La Plata     | 2     | Estudiantes de La Plata y Gimnasia y Esgrima La Plata                                                                |

## Sistema de disputa
Se llevó a cabo en dos ruedas, por el sistema de todos contra todos, invirtiendo la localía. La tabla final de posiciones del torneo se estableció por acumulación de puntos. El ganador se consagró campeón.

## Tabla de posiciones
| Pos. | Equipo                      | Pts. | J  | DG  | GF |
| ---- | --------------------------- | ---- | -- | --- | -- |
| 1.°  | San Lorenzo de Almagro      | 62   | 31 | 16  | 59 |
| 2.°  | Estudiantes de La Plata     | 60   | 32 | 13  | 39 |
| 3.°  | Boca Juniors                | 49   | 30 | 18  | 54 |
| 4.°  | Lanús                       | 49   | 29 | 6   | 37 |
| 5.°  | Rosario Central             | 46   | 32 | 7   | 50 |
| 6.°  | River Plate                 | 44   | 30 | 0   | 42 |
| 7.°  | Newell's Old Boys           | 42   | 28 | 3   | 43 |
| 8.°  | Huracán                     | 41   | 28 | 3   | 40 |
| 9.°  | Racing                      | 41   | 31 | 2   | 47 |
| 10.° | Colón                       | 35   | 30 | 3   | 36 |
| 11.° | Ferro Carril Oeste          | 35   | 28 | -4  | 39 |
| 12.° | Independiente               | 33   | 28 | -3  | 43 |
| 13.° | Vélez Sarsfield             | 31   | 25 | -3  | 26 |
| 14.° | Platense                    | 29   | 28 | -7  | 32 |
| 15.° | Gimnasia y Esgrima La Plata | 28   | 28 | -19 | 17 |
| 16.° | Unión                       | 25   | 29 | -18 | 36 |
| 17.° | Argentinos Juniors          | 20   | 27 | -17 | 24 |

|  | Campeón. |

|                                            |
|                                            |
| Campeón San Lorenzo de Almagro 11.º título |